# Liste der Bodendenkmäler in Landensberg
Auf dieser Seite sind die Bodendenkmäler in der schwäbischen Gemeinde Landensberg zusammengestellt. Diese Tabelle ist eine Teilliste der Liste der Bodendenkmäler in Bayern. Grundlage ist die Bayerische Denkmalliste, die auf Basis des Bayerischen Denkmalschutzgesetzes vom 1. Oktober 1973 erstmals erstellt wurde und seither durch das Bayerische Landesamt für Denkmalpflege geführt wird. Die folgenden Angaben ersetzen nicht die rechtsverbindliche Auskunft der Denkmalschutzbehörde.

## Bodendenkmäler in der GemarkungGlöttweng
| Art des Bodendenkmals                       | Lage | Entstehungszeit | Denkmalnummer | Koordinaten                  | Bild |
| ------------------------------------------- | --- | --------------- | ------------- | ---------------------------- | ---- |
| Teilstück der Römerstraße Augsburg–Günzburg | westlich von Glöttweng und im Dorf selbst; östlich des Ortes auf der Trasse der heutigen B 10; in den Flurstücken: „Römerweg“ und „Eigenfeld“                                                              | Römerzeit       | D-7-7528-0109 |                              |      |
| Straße der römischen Kaiserzeit             | | Römerzeit       | D-7-7528-0144 |                              |      |
| Mittelalterliche Ziegelei bzw. Töpferei     | westlich von Glöttweng an der Grenze zwischen den Gemeinden Landensberg und Röfingen; teilweise liegt die Fundstelle in der Gemarkung Glöttweng, teilweise in der Gemarkung Roßhaupten der Nachbargemeinde | Mittelalter     | D-7-7528-0114 | 48° 26′ 4,2″ N, 10° 29′ 3″ O |      |

## Bodendenkmäler in der GemarkungLandensberg
| Art des Bodendenkmals                       | Lage | Entstehungszeit                          | Denkmalnummer | Koordinaten                      | Bild |
| ------------------------------------------- | --- | ---------------------------------------- | ------------- | -------------------------------- | ---- |
| Mittelalterlicher Burgstall                 | 1150 m nordwestlich der Kirche von Landensberg auf dem „Bachberg“ oberhalb des steilen Abhangs zur Glött | Mittelalter                              | D-7-7529-0038 | 48° 26′ 18,7″ N, 10° 30′ 37,4″ O |      |
| Mittelalterlicher Burgstall                 | bei der Kirche von Landensberg                                                                           | Mittelalter (urkundliche Erwähnung 1143) | D-7-7529-0039 | 48° 26′ 3,2″ N, 10° 31′ 26,3″ O  |      |
| Teilstück der Römerstraße Augsburg–Günzburg | östlich von Landensberg ungefähr auf der Trasse der heutigen B 10 in west-östlicher Richtung             | Römerzeit                                | D-7-7529-0040 |                                  |      |
| Straße der römischen Kaiserzeit             | | Römerzeit                                | D-7-7529-0061 |                                  |      |